# Stereodon fragilis
Stereodon fragilis là một loài Rêu trong họ Hypnaceae. Loài này được (Brid.) Brid. miêu tả khoa học đầu tiên năm 1827.